# 塔后棋
塔后棋（Monkey Queen）是Mark Steere於2011年推出的兩人棋類，是種疊棋類遊戲。

## 棋具
- 棋盤為12x12方格棋盤。

- 棋子為平扁狀，可堆疊其他棋子，以兩色區分敵我，每方各有20枚。

## 規則
- 為方便說明，定義以下術語：
  - ：指一玩家操作的棋疊，至少兩層。
  - 兵：指一枚棋子。

- 初始佈置，雙方各一座20枚己方棋子的棋疊，置於底方右側第6格。

- 雙方輪流移動一座己方的后或一枚兵。任何棋子可朝八方直線移動，距離無限，中途不得穿越其他棋子，可移至空棋位或敵方棋位。若移至敵位，則把該敵棋移出遊戲，不再使用。
  - 兵：若移至空棋位，則該棋位不能比原先棋位更遠離敵后。
  - ：移動時需將棋疊的一枚棋子留在原先棋位，其餘棋子整體移動，不得移動至被攻擊的棋位。

- 將死或僵死敵者勝[1]。

## 外部連結
- 遊戲介紹 （页面存档备份，存于）
- 棋具照片 （页面存档备份，存于）
- 遊戲下載 （页面存档备份，存于）
- 遊戲下載